# Chùa Quốc Ân

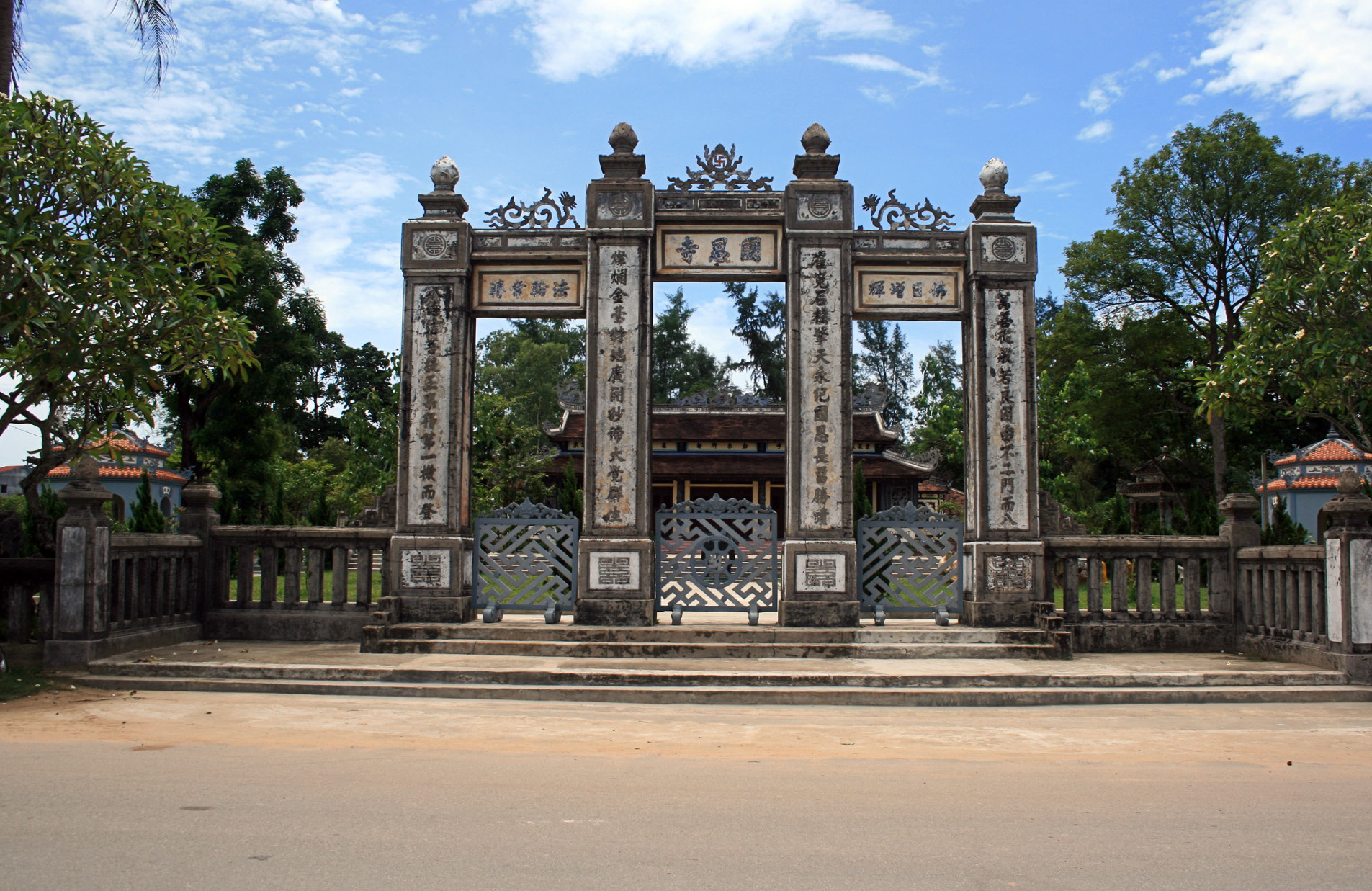
Quốc Ân Tự

Chùa Quốc Ân (國恩寺) là một trong những ngôi tổ đình danh tiếng và lâu đời bậc nhất tại cố đô Huế. Hiện tại chùa Quốc Ân vẫn còn bảo lưu nhiều dấu ấn văn hóa Phật giáo trong các thời kỳ từ Thuận Hóa đến Phú Xuân và Huế ngày nay.
Chùa thuộc hệ phái Bắc Tông, do tổ sư Tạ Nguyên Thiều khai sơn vào khoảng những năm 1682-1684 với tên ban đầu là thảo am Vĩnh Ân. Chùa là ngôi Tổ đình đầu tiên của phái thiền Lâm Tế từ Trung Quốc truyền sang.

## Lịch sử

### Đôi nét về vị khai sơn
- Bài chính: Thiền sư Nguyên Thiều

Tổ sư Nguyên Thiều, pháp tự là Hoán Bích, người ở Triều Châu, Quảng Đông, Trung Quốc sang hoằng hóa ở Việt Nam vào năm 1677 ở tại phủ Quy Ninh (nay là Bình Định) lập chùa Thập Tháp-Di Đà.
Vào khoảng năm 1682-1684, dưới thời chúa Hiền (Nguyễn Phúc Tần) sư Nguyên Thiều ra Phú Xuân ở xứ Thuận Hóa, sư chọn chân đồi Hòn Thiên (chân núi Bân), phía trái núi Ngự Bình để dựng chùa Vĩnh Ân và tháp Phổ Đồng. Chúa Nguyễn Phúc Tần đóng góp ngân khoản xây chùa.
Năm 1687, sư được chúa Nguyễn Phúc Thái cử về Trung Quốc để rước cao tăng sang truyền giới cho chư tăng Đại Việt, đồng thời thỉnh một số tượng Phật và đồ pháp khí từ Trung Quốc.
Năm 1695, sư Nguyên Thiều đã được cử làm trụ trì chùa Phổ Thành ở làng Hà Trung, nay thuộc xã Vinh Hà, huyện Phú Lộc. Tại đây sư đã thiết trí một tượng Quan Âm bằng đá thỉnh từ Trung Quốc, nay vẫn còn.
Thiền sư tịch năm Mậu Thân (1728).

### Từ Vĩnh Ân trở thành Quốc Ân
Sư Nguyên Thiều là người được chúa Nguyễn Phúc Thái trọng vọng, năm 1689, chúa cho miễn thuế đất và đổi hiệu chùa là Quốc Ân và ban tấm biển "Sắc tứ Quốc Ân Tự".
Chùa trải qua nhiều lần trùng tu theo sự thăng trầm của lịch sử. Vào năm 1786 chiến sự giữa nhà Nguyễn và Tây Sơn nổ ra, chùa Quốc Ân bị tàn phá rất nặng nề, ngôi tháp Phổ Đồng đã bị phá hủy hoàn toàn. Chùa chỉ lưu giữ được một số bia ký, văn khế và một số tượng khí, pháp khí.
Đến năm 1806, khi Long Thành Thái trưởng công chúa cúng 300 quan tiền, chùa bắt đầu tu sửa.
Năm Minh Mạng thứ 3 (1822), khi Hòa thượng Mật Hoằng dâng sớ xin trùng tu chùa Quốc Ân, vua cấp 500 quan tiền và các vật dụng. Trong đợt trùng tu này, chùa xây dựng lại chánh điện, chú tạo lại tôn tượng Phật A Di Đà, tổ đường và long vị chư Tổ...
Năm 1851, Hòa thượng Từ Hòa - Liễu Triệt tiếp tục trùng tu và dựng cổng tam quan. Sau đó ít lâu, chùa được Thái trưởng công chúa cúng dường 400 quan tiền để hòa thượng Liễu Chơn tu tạo tượng Phật Thích Ca và Di Lặc...

## Kiến trúc

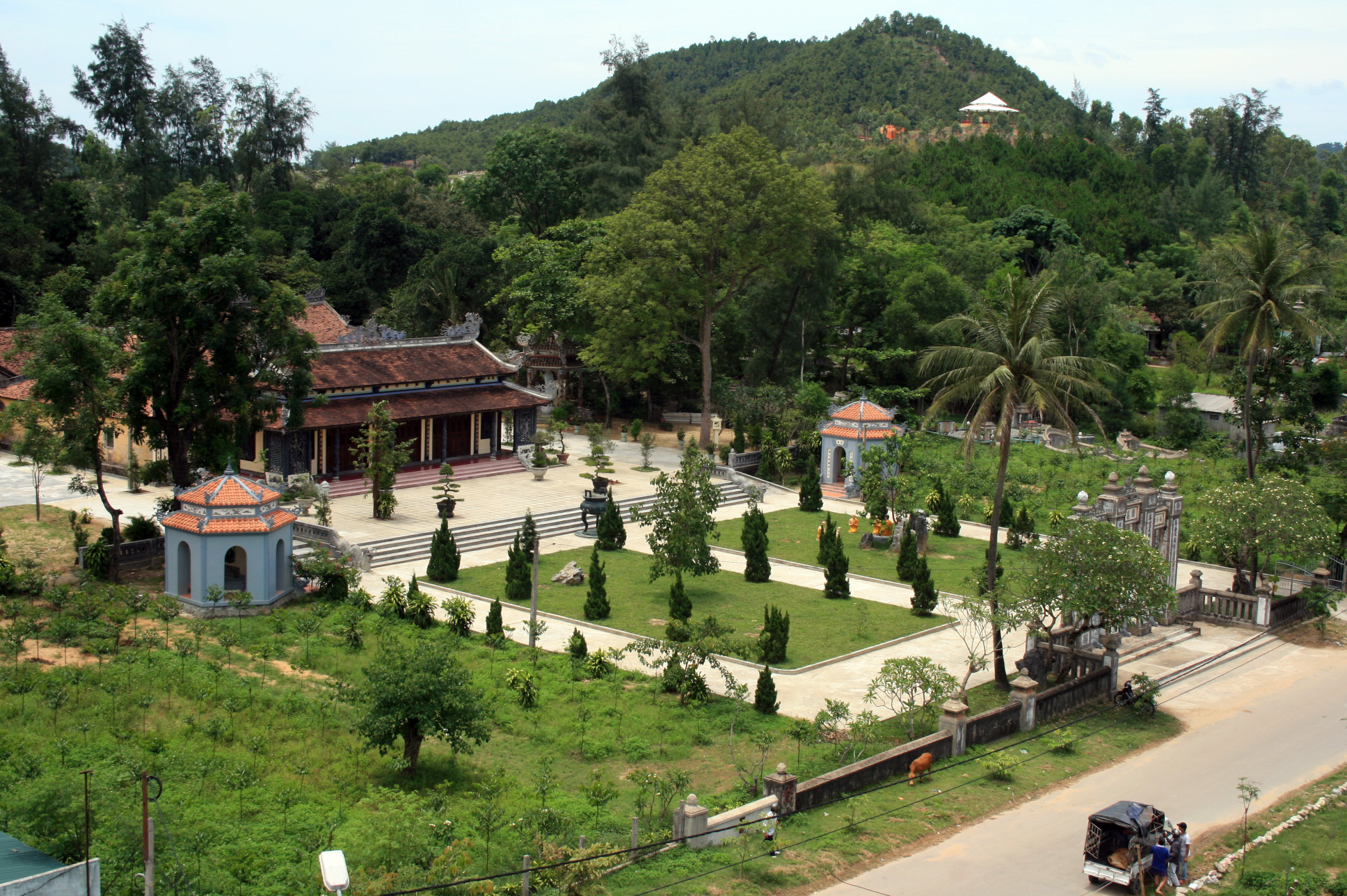
Toàn cảnh chùa

Khuôn viên chùa rộng khoảng 5.000m², trong đó diện tích xây dựng khoảng 550m². Chùa kiến trúc theo kiểu chữ khẩu truyền thống, tam quan quay hướng Tây Nam gồm 4 trụ. Vào cổng, qua khoảng sân rộng là chính điện. Bên phải sân có tấm bia kích thước (1.6 x 0.725 x 0.07)m do chúa Nguyễn Phúc Chu ghi bài minh tựa đề "Sắc tứ Hà Trung Tự Hoán Bích Thiền sư tháp ký minh" dựng vào tháng 4 năm Bảo Thái thứ 10 (năm 1730). Cạnh bia là 2 am thờ Thiên Y A Na và am thờ Ngũ Hành
Tiền đường chánh điện dài 12m, sâu 22m.
Gian bên trái thờ Bồ Tát Quan Thế Âm, hai bên là Hộ pháp, phía trước thờ Bồ Đề Đạt Ma, gian bên phải thờ Quan Vân Trường, các tượng khí này đều do Tổ Nguyên Thiều mang đến từ Trung Hoa. Hậu liêu thờ chân dung Tổ Nguyên Thiều và nhiều long vị của chư tổ và chư vị trú trì kế thế...
Chùa hiện lưu giữ được nhiều tượng khí và pháp khí xưa quý từ thời khai sơn cho đến nay. Đó là bộ tượng Tam Thế Phật, tượng Phật Thích Ca được chú tạo vào khoảng năm 1851.
Ngoài ra, chùa còn lưu giữ chiếc khánh đồng có hoa văn rất đẹp đúc từ thời Minh Mạng và nhiều pháp bảo, pháp khí khác như đại hồng chung, bia ký...
Địa chỉ hiện nay của chùa là số 143 đường Đặng Huy Trứ, phường Trường An, thành phố Huế.